# 布尔根兰州圣米夏埃尔
布尔根兰州圣米夏埃尔是奥地利布尔根兰州居辛县的一个市镇。总面积18.37平方公里，总人口1099人，人口密度59.8人/平方公里（2001年）。